# Cyryl (Misiakulis)
Cyryl, imię świeckie Konstandinos Misiakulis (ur. 27 września 1963 w Atenach) – grecki duchowny prawosławny, od 2010 metropolita Kifisii, Amarusi i Oropos.

## Życiorys
Święcenia diakonatu przyjął 4 października 1991, a prezbiteratu 28 listopada 1993. Chirotonię biskupią otrzymał 14 maja 2010.